# Yūki Mizuno
Pour les articles homonymes, voir Mizuno (homonymie).
Yūki Mizuno (水野 勇気, Mizuno Yūki), né le 2 janvier 1983 à Tokyo, est un président d’un club japonais de basket-ball.

## Président
- depuis 2010 :  Akita Northern Happinets